# Зеленовский (Кемеровская область)
Зелено́вский — посёлок в Крапивинском районе Кемеровской области. Является административным центром Зеленовского сельского поселения.

## География
Центральная часть населённого пункта расположена на высоте 136 метров над уровнем моря.

## Население
По данным Всероссийской переписи населения 2010 года, в посёлке Зеленовский проживает 797 человек (377 мужчин, 420 женщин).

## Транспорт
Общественный транспорт г. Кемерово представлен автобусным маршрутом:
- №117: д/п Вокзал — пос. Зеленовский